# Монтрёй-сюр-Барс
Монтрёй-сюр-Барс (фр. Montreuil-sur-Barse) — коммуна во Франции, находится в регионе Шампань — Арденны. Департамент — Об. Входит в состав кантона Люзиньи-сюр-Барс. Округ коммуны — Труа.
Код INSEE коммуны — 10255.
Коммуна расположена приблизительно в 160 км к юго-востоку от Парижа, в 85 км южнее Шалон-ан-Шампани, в 19 км к юго-востоку от Труа. Стоит на реке Барс.

## Население
Население коммуны на 2008 год составляло 289 человек.
| 1962 | 1968 | 1975 | 1982 | 1990 | 1999 | 2008 |
| ---- | ---- | ---- | ---- | ---- | ---- | ---- |
| 189  | 203  | 200  | 222  | 271  | 269  | 289  |

## Экономика
В 2007 году среди 185 человек в трудоспособном возрасте (15—64 лет) 152 были экономически активными, 33 — неактивными (показатель активности — 82,2 %, в 1999 году было 71,5 %). Из 152 активных работали 144 человека (87 мужчин и 57 женщин), безработных было 8 (4 мужчины и 4 женщины). Среди 33 неактивных 10 человек были учениками или студентами, 12 — пенсионерами, 11 были неактивными по другим причинам.

## Достопримечательности
- Церковь Сен-Жиль (XII век). Памятник истории с 2002 года[3]
- Дом XVI века. Памятник истории с 1997 года[4]